# ألكسندر بوخاروف
ألكسندر بوخاروف هو لاعب كرة قدم روسي في مركز الهجوم، ولد في 11 يناير 1987 في نابريجنيي تشلني في روسيا. لعب مع FC KAMAZ Naberezhnye Chelny ‏.

## وصلات خارجية
- ألكسندر بوخاروف على موقع قاعدة بيانات كرة القدم.إي يو (الإنجليزية)
- ألكسندر بوخاروف على موقع Soccerway.com (الإنجليزية)